# 다카토정
다카토정(일본어: 高遠町)은 일본 나가노현 중부 가미이나군에 속했던 정이다. 다카토번의 성읍이였다.
2006년 3월 31일에 다카토정은 (구) 이나시, 하세촌과 합병해 (신) 이나시가 되어 소멸했다. 또한  구 정역에는 시정촌의 합병 특례에 관한 법률(합병 특례법)에 근거한 지역 자치구가 2016년 3월 30일을 기한으로 설치되었다.

## 역사
에도 시대에는 다케시번의 성읍이었다. 다카토 석공이라 불리던 장인이 전국 각지에서 불상, 건축물 등 석제품을 만들었다.
- 1889년 4월 1일 - 정촌제 시행과 함께 니시다케시정, 히가시다케시정의 구역으로 성립하였다.
- 1956년 9월 30일 - 오사후지촌, 미요시촌과 합병해 새로운 다카토정이 성립하였다.
- 1958년 4월 1일 - 후지사와촌을 편입하였다.
- 1964년 4월 1일 - 가나미촌을 편입하였다.
- 2006년 3월 31일 - 이나시, 하세촌과 합병해 새로운 이나시가 성립하였다. 다카토정은 폐지

## 교통

### 도로
- 국도 152호선
- 국도 361호선